# Valltjärnen (Dorotea socken, Lappland)
Valltjärnen är en sjö i Dorotea kommun i Lappland och ingår i Ångermanälvens huvudavrinningsområde.